# إلم سيتي (كارولاينا الشمالية)
إلم سيتي (بالإنجليزية: Elm City, North Carolina)‏ هي بلدة أمريكية تقع في الولايات المتحدة في مقاطعة ويلسون، كارولاينا الشمالية. يقدر عدد سكانها بـ 1,298 نسمة ومساحتها 1.9 كم2 و وترتفع عن سطح البحر 41 متر.

## التركيبة السكانية
حدّد مكتب تعداد الولايات المتحدة بيانات التركيبة السكانية لإلم سيتي في تعداد الولايات المتحدة. في ما يلي، التركيبة السكانية حسب تعدادي 2000 و2010.

### تعداد عام 2000
بلغ عدد سكان إلم سيتي 1,165 نسمة بحسب تعداد عام 2000، وبلغ عدد الأسر 474 أسرة وعدد العائلات 329 عائلة مقيمة في المدينة. في حين سجلت الكثافة السكانية 582.5 نسمة لكل كيلومتر مربع (1,508.7/ميل2). وبلغ عدد الوحدات السكنية 505 وحدة بمتوسط كثافة قدره 252.5 لكل كيلومتر مربع (654.0/ميل2).
وتوزع التركيب العرقي للمدينة بنسبة 43.43% من البيض و53.91% من الأمريكيين الأفارقة و0.26% من الأمريكيين الأصليين و1.46% من الأعراق الأخرى و0.94% من عرقين مختلطين أو أكثر و2.58% من الهسبانيون أو اللاتينيون من أي عرق.
بلغ عدد الأسر 474 أسرة كانت نسبة 34.2% منها لديها أطفال تحت سن الثامنة عشر تعيش معهم، وبلغت نسبة الأزواج القاطنين مع بعضهم البعض 45.4% من أصل المجموع الكلي للأسر، ونسبة 17.3% من الأسر كان لديها معيلات من الإناث دون وجود شريك،  بينما كانت نسبة 6.8% من الأسر لديها معيلون من الذكور دون وجود شريكة وكانت نسبة 30.6% من غير العائلات. تألفت نسبة 27% من أصل جميع الأسر من عدة أفراد يعيشون في نفس المنزل ونسبة 13.1% كانت تتألف من شخص يعيش بمفرده يبلغ من العمر 65 عاماً أو أكثر. وبلغ متوسط حجم الأسرة المعيشية 2.45، أما متوسط حجم العائلات فبلغ 3.01.
بلغ العمر الوسطي للسكان 40.6 عاماً. وكانت نسبة 24.2% من القاطنين تحت سن الثامنة عشر، وكانت نسبة 8.2% بين الثامنة عشر والرابعة والعشرين عاماً، ونسبة 26% كانت واقعةً في الفئة العمرية ما بين الخامسة والعشرين والرابعة والأربعين عاماً، ونسبة 25.5% كانت ما بين الخامسة والأربعين والرابعة والستين، ونسبة 15.6% كانت ضمن فئة الخامسة والستين عاماً فما فوق. يوجد لكل 100 أنثى 87.7 ذكر، ويوجد لكل 100 أنثى في الثامنة عشر من عمرها فما فوق 82.9 ذكر.
بلغ متوسط دخل الأسرة في المدينة 27,188 دولارًا، أما متوسط دخل العائلة فبلغ 39,861 دولارًا. وكان متوسط دخل الذكور 26,500 دولارًا مقابل 20,909 دولارًا للإناث. وسجل دخل الفرد الخاص بالمدينة 13,533 دولارًا. وكانت نسبة 11% من العائلات ونسبة 14.7% من السكان تحت خط الفقر، وكان من هؤلاء نسبة 14.6% تحت سن الثامنة عشر ونسبة 23.1% في الخامسة والستين من العمر وما فوق.

### تعداد عام 2010
بلغ عدد سكان إلم سيتي 1,298 نسمة بحسب تعداد عام 2010، وبلغ عدد الأسر 555 أسرة وعدد العائلات 362 عائلة مقيمة في المدينة. في حين سجلت الكثافة السكانية 649 نسمة لكل كيلومتر مربع (1,680.9/ميل2). وبلغ عدد الوحدات السكنية 639 وحدة بمتوسط كثافة قدره 319.5 لكل كيلومتر مربع (827.5/ميل2).
وتوزع التركيب العرقي للمدينة بنسبة 40.22% من البيض و56.09% من الأمريكيين الأفارقة و0.85% من الأمريكيين الأصليين و0.08% من الأمريكيين ذوي الأصول الآسيوية و1.54% من الأعراق الأخرى و1.23% من عرقين مختلطين أو أكثر و4.01% من الهسبانيون أو اللاتينيون من أي عرق.
بلغ عدد الأسر 555 أسرة كانت نسبة 26.3% منها لديها أطفال تحت سن الثامنة عشر تعيش معهم، وبلغت نسبة الأزواج القاطنين مع بعضهم البعض 41.1% من أصل المجموع الكلي للأسر، ونسبة 19.3% من الأسر كان لديها معيلات من الإناث دون وجود شريك،  بينما كانت نسبة 4.9% من الأسر لديها معيلون من الذكور دون وجود شريكة وكانت نسبة 34.8% من غير العائلات. تألفت نسبة 30.3% من أصل جميع الأسر من عدة أفراد يعيشون في نفس المنزل ونسبة 11.7% كانت تتألف من شخص يعيش بمفرده يبلغ من العمر 65 عاماً أو أكثر. وبلغ متوسط حجم الأسرة المعيشية 2.34، أما متوسط حجم العائلات فبلغ 2.89.
بلغ العمر الوسطي للسكان 47.1 عاماً. وكانت نسبة 19.4% من القاطنين تحت سن الثامنة عشر، وكانت نسبة 8.3% بين الثامنة عشر والرابعة والعشرين عاماً، ونسبة 19.3% كانت واقعةً في الفئة العمرية ما بين الخامسة والعشرين والرابعة والأربعين عاماً، ونسبة 37.3% كانت ما بين الخامسة والأربعين والرابعة والستين، ونسبة 15.6% كانت ضمن فئة الخامسة والستين عاماً فما فوق. وتوزع التركيب الجنسي للسكان بنسبة 45.4% ذكور و54.6% إناث.

## أعلام
- فانس بيج
- جيمي واتسون